# 胸宇宙 ENDLICHERI☆ENDLICHERI Documentary
『胸宇宙 ENDLICHERI☆ENDLICHERI Documentary』は、堂本剛の3枚目のDVDである。2007年2月14日発売。発売元はジャニーズ・エンタテイメント。

## 概要
堂本剛のソロプロジェクト「ENDLICHERI☆ENDLICHERI」の始動からLIVE100回公演までを追ったドキュメントDVD。インタビュー・横浜みなとみらい特設会場でのライブダイジェストを収録。パッケージ仕様は2面4Pジャケット／スーパージュエル仕様。